# Манкошево (Новгородська область)
Манкошево (рос. Манкошево) — присілок у Новгородському районі Новгородської області Російської Федерації.
Населення становить 2 особи. Входить до складу муніципального утворення Бронницьке сільське поселення.

## Історія
Від 2004 року входить до складу муніципального утворення Бронницьке сільське поселення.

## Населення
| 2010 |
| ---- |
| 2    |